# Oxê

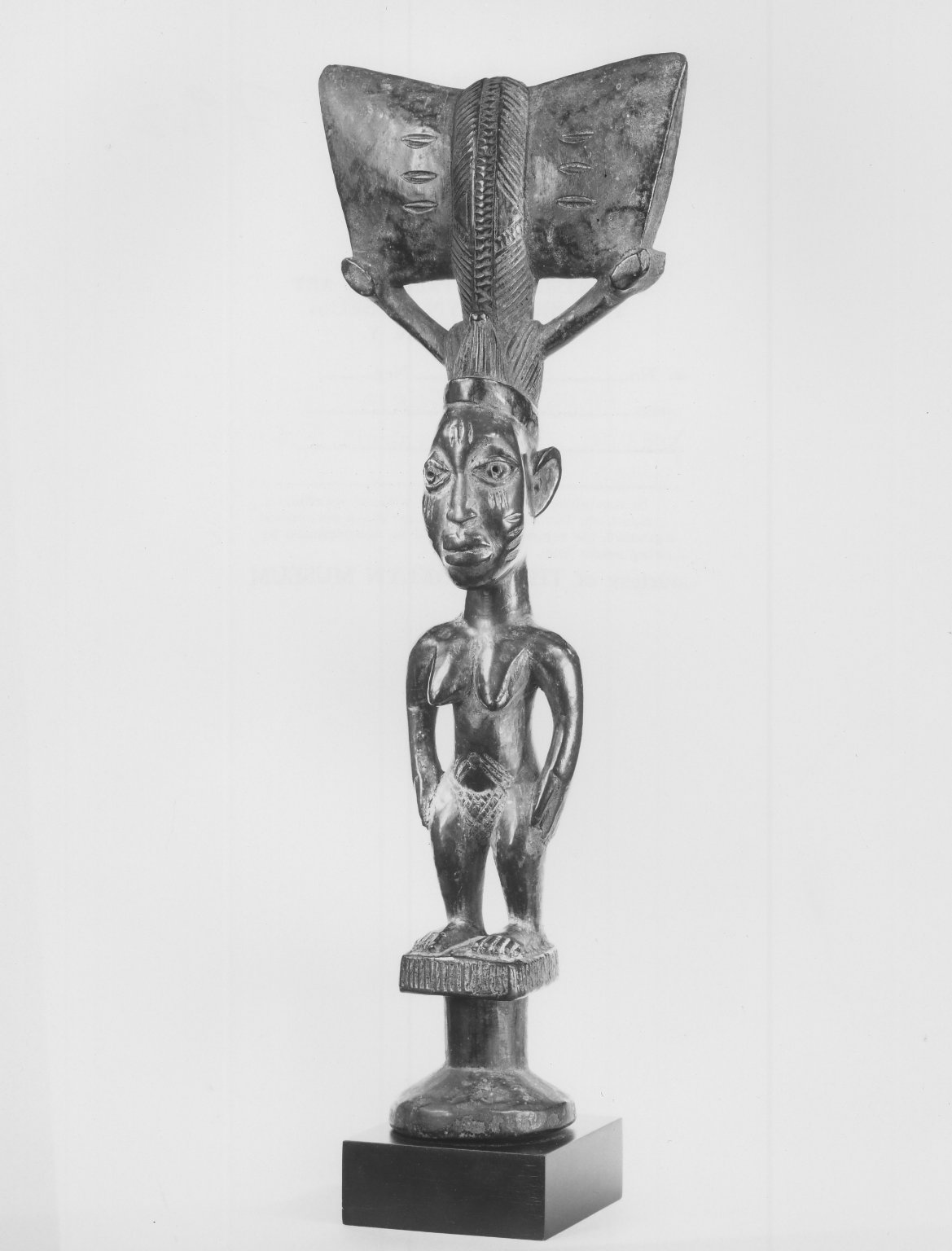
Bastão de dança na forma de uma figura feminina de madeira em pé com os braços nas laterais além de torso; mãos juntas na altura dos quadris e os pés e as pernas afastadas. Museu do Brooklyn

Oxê (em inglês: oshe, em iorubá: ọṣè) é uma palavra de origem africana que significa machado de dois gumes. Geralmente feito em madeira, pode ser encontrado também em cobre, latão, bronze ou outros materiais semelhante ao Lábris. No candomblé é chamado de ferramenta ou machado de Xangô.